# بایوکان
بایوکان (انگلیسی: Biocon) شرکت داروسازی هندی است، که در سال ۱۹۷۸ توسط کی‌ران مازومدار-شاو تأسیس شد.